# رافاييل تشافر

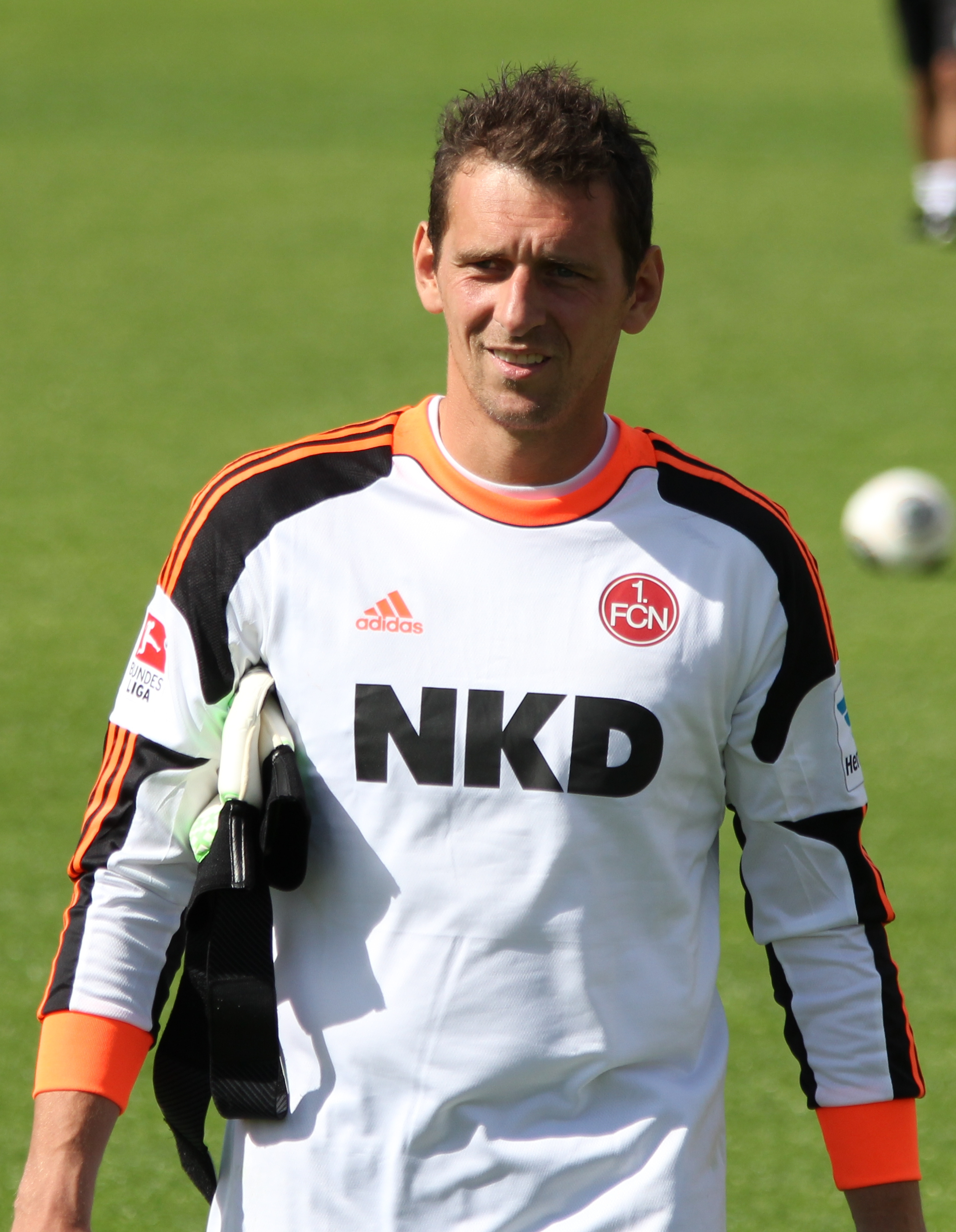

رافاييل تشافر (بالألمانية: Raphael Schäfer)‏ (مواليد 30 يناير 1979 في كيدزيرزين كوزل - بولندا) لاعب كرة قدم ألماني يلعب حاليا لصالح نادي الدرجة الأولى نورمبرغ الألماني منذ 2008 في مركز حارس مرمى .

## روابط خارجية
- رافاييل تشافر على موقع الاتحاد الأوربي (الإنجليزية)
- رافاييل تشافر على موقع قاعدة بيانات كرة القدم.إي يو (الإنجليزية)
- رافاييل تشافر على موقع بيانات كرة القدم. دي إي (الألمانية)
- رافاييل تشافر على موقع عالم كرة القدم.نت (الإنجليزية)
- رافاييل تشافر على موقع AS.com (الإسبانية)